# Parroquia Macarao (Caracas)
La Parroquia Macarao es una de las 22 parroquias del Municipio Libertador del Distrito Capital de Venezuela y una de las 32 parroquias de Caracas. 
Según el INE tenía una población de 50.032 habitantes para 2007 y se estima que para 2023 tendrá una población de 100.217 habitantes.

## Historia
Antes de la colonización española las tierras que hoy ocupa esta parroquia estaban dominadas por el jefe indígena Macarao, luego la población originaria es sometida y se comienza fundación del pueblo de Macarao, relacionado con la de Antímano hacia 1620, pero no es hasta 1740 cuando se erige la primera iglesia en la zona. El área fue agrícola hasta bien entrado el siglo XX, en ella se construyó el primer acueducto de Caracas durante el gobierno del presidente Antonio Guzmán Blanco en 1874. El 2 de agosto de 1960 la iglesia Nuestra Señora del Rosario de Curucay ubicada en el casco de Macarao fue declarada monumento histórico nacional.
En diciembre de 1973 para proteger la fauna y la flora del sur de la parroquia se crea el Parque nacional Macarao.

## Geografía
Se trata de la parroquia más grande de Caracas con 131,4 kilómetros cuadrados, está ubicada en el extremo suroeste del Municipio Libertador. Limita al norte con las Antímano, El Junquito y el estado La Guaira; al sur y oeste con el estado Miranda y al este con la Parroquia Caricuao.

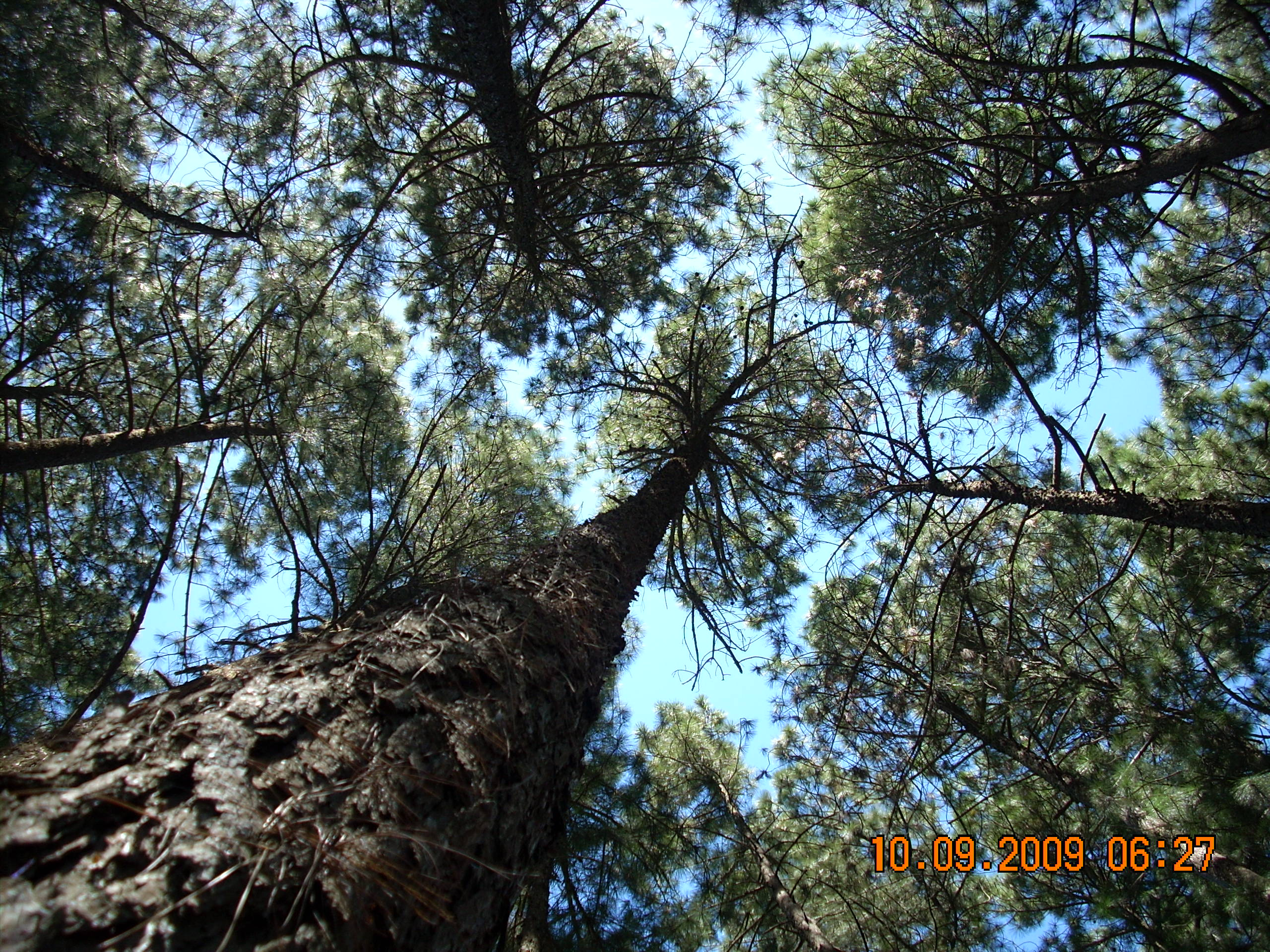
Parque nacional Macarao al sur de la parroquia.

En la parte sur de la parroquia se encuentra parte del parque nacional Macarao que se extiende más allá de los límites del Municipio Libertador del área metropolitana de Caracas hasta el Estado Miranda.
El río principal de la región, es el río Macarao que recorre su territorio por unos 22 kilómetros hasta llegar a Las Adjuntas en la confluencia con el río San Pedro. Este río en la época de Guzmán Blanco fue aprovechado como acueducto, llevando el agua hacia un estanque ubicado al oeste lel Parque El Calvario (parroquia de San Juan).